# … und die Nacht kennt kein Erbarmen
… und die Nacht kennt kein Erbarmen ist ein Spielfilm des Schauspielers und Regisseurs Jürgen Goslar, zu dem dieser auch das Drehbuch basierend auf dem Roman Entmündigt von Heinz G. Konsalik schrieb. Der Film wurde 1974 in Südafrika gedreht.

## Handlung
Sehr zum Missfallen von Iwan Pelzer erbt die Tochter seines Bruders, die attraktive Gisela, das Familienunternehmen. Iwan setzt alles daran, um an das Geld zu kommen, das Gisela erben soll. Sein Sohn soll sich an sie heran machen und sie heiraten. Das ist aber nur Plan B, denn Plan A schaut so aus, dass Iwan gemeinsam mit der Verwandtschaft und unterstützt von korrupten Ärzten alles unternimmt, damit Gisela für unzurechnungsfähig erklärt wird. Tatsächlich gelingt ihm dies und die junge Frau wird entmündigt. Clark, ein junger Mann, der Gisela helfen will, tut alles, um die unschuldig in einer Nervenheilanstalt sitzende Frau zu befreien. Dies gelingt ihm am Ende auch. Der Bösewicht entgeht seiner Strafe nicht.

## Kritiken
„Schlimme Bösewichter und sich aufopfernde Gute stehen sich in einem aussichtslos erscheinenden Kampf gegenüber. Konsalik-Verfilmung; verlogen, klischeehaft und unfreiwillig komisch.“

## Sonstiges
Jürgen Goslar erzählte in einem Interview, das auf der Straßenfeger-DVD Die fünfte Kolonne (Veröffentlichung von Studio Hamburg) enthalten ist, dass er von einem Freund in Afrika darauf aufmerksam gemacht wurde, wie populär der Autor Heinz G. Konsalik dort sei. Daraufhin beschloss er, den ersten Film Ein toter Taucher nimmt kein Gold zu produzieren (hier überließ er die Regie noch Jürgen Roland bzw. Harald Reinl). Im zweiten Konsalik-Film ... und die Nacht kennt kein Erbarmen, der später in den 1980er Jahren auf Video als Entmündigt ausgewertet wurde, führte er dann selbst Regie, schrieb das Drehbuch und war für die Produktion verantwortlich. Der internationale Filmtitel war Listen to my story. Der Film wurde komplett in Südafrika gedreht. 
In der Bundesrepublik Deutschland wurde der Film am 27. August 1976 erstmals im Kino gezeigt.